# Porterville (California)
Porterville, fundada en 1902, es una ciudad ubicada en el condado de Tulare en el estado estadounidense de California. En el año 2020 tenía una población de 62,623 habitantes y una densidad poblacional de 1,236.55 personas por km². 
Durante el periodo español de California, el valle de San Joaquín se consideraba una región remota de poco valor. Los emigrantes rodeaban las estribaciones del este en las cercanías de Porterville a partir de 1826. Los pantanos se extendían hasta el fondo del valle con exuberantes juncos o “tulares”, como los nativos los llamaban.
El oro descubierto en 1848 trajo una tremenda migración a California, y las goletas de las praderas pasaron por Porterville entre 1849 y 1852. A partir de 1854, Peter Goodhue operó un lugar de parada en la Stockton – Los Angeles Road, a orillas del río Tule. Las caravanas de carromatos de buscadores de oro pasaron por el pueblo, pero otros viajeros encontraron la tierra rica y se quedaron para establecer granjas. Se creó una tienda en 1856 para vender productos a los mineros y los nativos que vivían en las tierras tribales a lo largo de los ríos. Desde 1858 hasta 1861 fue la ubicación de la estación del río Tule de la compañía de correos Butterfield Overland Mail.
Royal Porter Putnam llegó al pueblo en 1860 para criar ganado, caballos y cerdos. Compró Goodhue el mismo año y convirtió la estación en un lugar de parada y hotel popular llamado Porter Station. Compró 40 acres de terreno y construyó una tienda de dos pisos y un hotel en el punto más alto de la propiedad pantanosa, que ahora es la esquina de Oak y Main. La ciudad de Porterville fue fundada ahí en 1864. Tomó su nombre del nombre de pila del fundador porque otra familia de Putnam vivía al sur de la ciudad.
En 1862, cayeron 20.8 pulgadas (530 mm) de lluvia en esa área causando el cambio de corriente del Río Tule. Las acres Putnam se secaron y mando medir su propiedad para establecer líneas de lote y calles. Se les oficio a los pobladores una parcela de tierra por cada una comprada. La falta de alimentos y recursos de la nueva población de California creó el ímpetu para el desarrollo permanente del lado este del Valle de San Joaquín. El largo, seco y caliente verano dio pie a la irrigación de las tierras.
En 1888 el ferrocarril, Southern Pacific Railway construyó una línea de bifurcación desde Fresno. El Hotel y Banco Pioneer fueron construidos por un empresario de San Francisco. Porterville se incorporó como ciudad en el 1902, cuando los mineros se mudaron al área a extraer mena magnética, y la Cámara de Comercio fue fundada en el 1907. Se adoptó un gobierno local compuesto de un gestor municipal y un consejo civil y en 1926 se adoptó un estatuto. La ciudad ha crecido de una comunidad de 5,000 en 1920. La agricultura facilitada por la organización Central Valley Water Project ha sido la principal fuente de crecimiento económico en el área. La ciudad está en el centro de una de las áreas agrícolas más grandes reconocida por los cítricos y el ganado.
La industria se ha convertido en un factor significativo para la comunidad. El Centro de Distribución de Wal-Mart, National Vitamin, Beckman Instruments, Standard Register, Sierra Pacific Apparel, Royalty Carpeting y otras compañías pequeñas tienen fábricas en Porterville. Varias instalaciones públicas también están localizadas aquí. Estas incluyen el Centro de Desarrollo de Porterville, la sede del parque nacional de las Secuoyas, la instalación Lake Success del Cuerpo de Ingenieros del Ejército de los Estados Unidos (USACE) y Porterville College, una de las nueve universidades del Distrito de "Colegios" Comunitarios de Kern.

## Geografía
Porterville se encuentra ubicada en las coordenadas 36°4′7″N 119°1′39″O / 36.06861, -119.02750. Según la Oficina del Censo, la ciudad tiene un área total de 6,3 km² (2,4 mi²), de la cual 6,3 km² (2,4 mi²) es tierra y 0 km² (0 mi²) (0%) es agua.

## Demografía
Según la Oficina del Censo en 2000 los ingresos medios por hogar en la localidad eran de $32,046, y los ingresos medios por familia eran $35,136. Los hombres tenían unos ingresos medios de $31,171 frente a los $23,737 para las mujeres. La renta per cápita para la localidad era de $12,745. Alrededor del 39.9% de la población estaban por debajo del umbral de pobreza.